# Cooper Rush
Cooper Robert Rush (nacido el 21 de noviembre de 1993) es un mariscal de campo de fútbol americano para los Vaqueros de Dallas en la Liga Nacional de Fútbol Americano (NFL). Jugó fútbol americano universitario en la Universidad de Míchigan Central y fue firmado por los Vaqueros como agente libre no reclutado en el 2017.

## Primeros años
Originario de Charlotte, Míchigan, Rush fue reclutado por la escuela secundaria Lansing Catholic en Lansing, Míchigan. Escuela que cuenta con una inscripción de poco más de 500 estudiantes, y donde se convirtió en el mariscal de campo titular del equipo de fútbol americano durante tres años. También jugó baloncesto y béisbol (hasta su primer año de carrera).
En 2010 y 2011, Rush llevó a su equipo a dos temporadas regulares consecutivas invictas. En 2011, llevó a su equipo a conseguir el título de subcampeones estatales. En el juego de campeonato regional de la División 5 ante la escuela secundaria Dowagiac Union, Rush impuso récords estatales para Míchigan tras lograr 5 pases para touchdown en un cuarto y 8 en el juego. El equipo terminaría perdiendo en la final contra la secundaria Powers Catholic por marcador de 26–56, a pesar de haber registrado 300 yardas aéreas y 3 pases para touchdown .
En su último año de escuela secundaria recibió los honores de Jugador del Año de la División 5/6 de Míchigan por parte de la Associated Press y Jugador del Año de Míchigan Gatorade por parte de ESPN.
Terminó su carrera en la escuela secundaria lanzando para 7.248 yardas aéreas (455 pases completados de 734 intentados, 62 por ciento de efectividad), 80 pases para touchdown, 1.438 yardas por tierra y 27 touchdowns por tierra. Al ser un reclutado de 3 estrellas, Cooper Rush solamente recibió ofertas de becas por parte de la Universidad de Míchigan Central y la Universidad de Toledo, pero recibió ofertas 'walk-on' (ocurren cuando el entrenador te quiere en el equipo pero no puede ofrecerte ninguna ayuda económica) por parte de la Universidad de Míchigan, Universidad Estatal de Míchigan, Universidad del Noroeste y Universidad del Oeste de Míchigan.

## Carrera universitaria
En su temporada de 'redshirt' en Míchigan Central, la universidad lo nombró como el Jugador del Año del equipo de práctica. Como estudiante de primer año, a pesar de haber empezado la temporada como el tercer mariscal de campo, a la altura del tercer juego ya había sido nombrado como titular, luego de que Cody Kater se lesionara (fractura de clavícula) y su suplente inmediato, Alex Niznak, no pudiera hacer gran cosa ante la Universidad de Nuevo Hampshire . En ese partido Rush ingresó en el segundo cuarto y lideró al equipo en una victoria por remontada de 24-21, donde dejó marca de 326 yardas aéreas y 3 touchdowns, empatando el récord de la universidad por la anotación más larga en la historia (97 yardas). Después de ese partido este nunca renunciaría a la posición ni se perdería un solo partido como titular. 
En su segundo año, jugó en el Tazón de las Bahamas 2014 contra la Universidad del Oeste de Kentucky . A la altura del tercer cuarto, su equipo se encontraba perdiendo por marcador de 49-14, pero consiguieron anotar 4 touchdowns sin respuesta y se encontraban perdiendo por tan solo 7 puntos cerca del final del último cuarto. Con un segundo restante en el reloj, La Universidad de Míchigan Central tenía el balón en su propia yarda 25. La posible última jugada del partido fue un pase de 'Ave María' de 45 yardas por parte de Rush al receptor abierto Jesse Kroll. Mientras Kroll estaba siendo tacleado, este hizo un pase lateral a su compañero de equipo Deon Butler, quien corrió 20 yardas antes de también hacer un pase lateral a su compañero Courtney Williams. Sin espacio para correr, Williams hizo un rápido tercer pase lateral al receptor principal del equipo, Titus Davis, quien corrió las últimas 13 yardas, anotando un touchdown que pudo haber empatado el juego y haber llevado el partido a prórroga tras la anotación del punto extra, pero en cambio, la Universidad de Míchigan Central intentó una conversión de dos puntos para la victoria, pero el intento fue fallido. Si el intento hubiera tenido éxito, habría marcado la mayor remontada en la historia de los tazones y empatado la mayor remontada en cualquier juego de la División I. Sus siete pases para touchdown establecieron un récord histórico para todos los juegos de Tazón .
Su mejor temporada llegó en el 2015 en lo que sería su tercer año, durante los primeros 13 juegos tuvo 3.703 yardas aéreas, lo que supuso un nuevo récord escolar para una sola temporada. Completó el 66,3% de sus pases para un total de 3.848 yardas aéreas, 25 touchdowns y 11 intercepciones.
En su último año, su producción cayó a 3.540 yardas aéreas, 23 touchdowns, pero con 16 intercepciones y un bajo porcentaje de pases completados con un 59,8%. Contra la Universidad Estatal de Oklahoma, el juego generó controversia después de que los oficiales tomaran una decisión equivocada que finalmente le daría la victoria a Míchigan Central. La Universidad Estatal de Oklahoma lanzó el balón lejos para terminar el juego y recibió una penalización por 'pase a tierra intencional' (intentional grounding). Según las reglas del fútbol americano universitario, el juego debería haber terminado y Oklahoma haber ganado el juego. Sin embargo, los árbitros le dieron a Míchigan Central una oportunidad sin tiempo, y Rush lanzó un pase de Ave María de 51 yardas al receptor abierto Jesse Kroll, quien hizo un pase lateral al también receptor Corey Willis en la yarda 12, quien logró un touchdown sin tiempo en el reloj para ganar 30-27. El equipo terminaría perdiendo 55-10 ante Tulsa en el Tazón de Miami Beach 2016 al final de la temporada.
Rush terminaría su carrera universitaria con 49 juegos como titular consecutivos, 12.894 yardas aéreas (12 yardas menos que el récord de la escuela y de la conferencia impuesto por Dan LeFevour ) y 90 touchdowns.

### Estadísticas universitarias
| Temporada   | PJ | Pases     | Pases      | Pases         | Pases  | Pases       | Pases          | Pases        |
| Temporada   | PJ | Completos | Intentados | Efectividad % | Yardas | Anotaciones | Intercepciones | Rating de QB |
| ----------- | -- | --------- | ---------- | ------------- | ------ | ----------- | -------------- | ------------ |
| 2013        | 11 | 177       | 312        | 56,7          | 2349   | 15          | 15             | 126,2        |
| 2014        | 13 | 243       | 382        | 63,6          | 3149   | 27          | 13             | 149,4        |
| 2015        | 13 | 324       | 489        | 66,3          | 3853   | 25          | 11             | 144,8        |
| 2016        | 13 | 278       | 465        | 59,8          | 3540   | 23          | 16             | 133,2        |
| De por vida | 50 | 1022      | 1648       | 62            | 12 891 | 90          | 55             | 139,1        |

## Carrera profesional
Saliendo de Míchigan Central, Rush fue proyectado por muchos expertos y analistas del draft de la NFL para ser una selección de séptima ronda o un agente libre no reclutado de prioridad. El 6 de diciembre de 2016, se anunció que Rush había aceptado su invitación al tazón East-West Shrine (juego de estrellas de fútbol americano colegial). El 21 de enero de 2017, Rush actuaría en el partido jugando para el Este, completando 11 de 17 intentos de pase para un total de 97 yardas en una derrota por 10-3 ante el Oeste.
Rush recibió una invitación a las pruebas de la NFL y realizó casi todos los ejercicios requeridos excepto el press de banca. Tuvo una actuación decepcionante y sin brillo, dejando unas de las calificaciones más bajas de todas las pruebas. El 20 de marzo de 2017, Rush participó en el Pro Day (día en que los scouts de la NFL visitan la Universidad) de Míchigan Central y eligió intentar el salto vertical, el salto de longitud, la carrera corta y el ejercicio de los tres conos una vez más. Dio un tiempo más lento en el ejercicio de los tres conos (7.28), pero pudo tener mejores resultados en el salto vertical (30 "), el salto de longitud (8'11") y carrera corta (4.46). Rush fue clasificado como el decimocuarto mejor prospecto de mariscal de campo en el draft por NFLDraftScout.com. Sus datos y resultados en las pruebas de la NFL fueron: 
Altura: 1.90m
Peso: 103 kg
Longitud de brazos: 0.82 m
Alcance de manos: 0.23 m 
Carrera de 40 yardas: 4.93 s
Carrera de 10 yardas: 1.72 s
Carrera de 20 yardas: 2.89 s
Shuttle de 20 yardas: 4.47 s
Ejercicio de tres conos: 7.23 s
Salto vertical: 0.69 m
Salro de longitud: 2.67 m

### Vaqueros de Dallas

#### 2017
Rush fue firmado como agente libre no reclutado por los Vaqueros de Dallas el 12 de mayo, luego del Draft de la NFL de 2017. Como novato, empezó compitiendo contra Zac Dysert en el campo de entrenamiento por el puesto de tercer mariscal de campo del equipo. Luego de que Dysert sufriera una hernia de disco, los Cowboys firmaron al mariscal Luke McCown para reemplazarlo en el róster final.
Luego de múltiples actuaciones productivas de pretemporada en el Juego del Salón de la Fama y los siguientes dos compromisos, Rush logró practicar con el segundo equipo y con el mariscal de campo suplente Kellen Moore antes del partido de pretemporada contra los Raiders de Oakland. Durante el partido, estuvo la mayor parte del tiempo liderando la ofensiva del segundo equipo, completando 12 de sus 13 intentos de pase para un total de 115 yardas y dos touchdowns en una victoria por remontada de 24-20. Rush terminaría la pretemporada con un total de 38 pases completos de 51 intentos, 398 yardas aéreas y seis pases de touchdown sin intercepciones. El entrenador en jefe del momento, Jason Garrett, nombró a Rush como el tercer mariscal de campo de los Vaqueros, por detrás de Dak Prescott y Moore. Rush no participaría en ninguno de los primeros cinco juegos a pesar de estar saludable y disponible para jugar.
Rush fue ascendido a segundo mariscal de campo para el sexto juego de la temporada luego de que Moore fuese liberado y firmado por los mismos Vaqueros para el equipo de práctica. En la Semana 7, durante la victoria 40-10 sobre los 49ers de San Francisco, Rush apareció como relevo de Prescott ya finalizando el encuentro. Acertó 1 de 3 pases para 2 yardas y tuvo 2 carreras para 13 yardas en su debut en la NFL.

#### 2018
En 2018, fue el mariscal de campo suplente desde incluso antes de la pretemporada, ya que nunca recibió una fuerte competencia por parte del novato Mike White . Solo llegó a jugar en el sexto partido contra los Jaguares de Jacksonville, cerrando una victoria por 40-7 en el último cuarto, donde solo se enfocó en entregarle el balón a los corredores .

#### 2019
En 2019, no tuvo competencia por el rol de mariscal de campo suplente, por lo que los Vaqueros decidieron mantener solo dos mariscales de campo en su lista y dejaron libre a White al final de la pretemporada. Rush solamente jugó en el partido inaugural de la temporada contra los Gigantes de Nueva York y en el decimocuarto partido contra Los Carneros de Los Ángeles. No tuvo ningún intento de pase cuando entró en el último cuarto para cerrar la victoria en ambos partidos. 

#### 2020
El 18 de marzo de 2020, Rush volvió a firmar con los Vaqueros por un año tras una oferta de agente libre restringido. Sin embargo, el 4 de mayo, los Vaqueros lo dejarían libre luego de que firmaran al ex mariscal de campo de los Bengalíes de Cincinnati, Andy Dalton .

### Gigantes de Nueva York
El 5 de mayo de 2020, los Gigantes de Nueva York firmaron a Rush, reuniéndose así con el coordinador ofensivo Jason Garrett, quien fuese su entrenador en jefe durante sus años con los Vaqueros. El 5 de septiembre de 2020 fue liberado, para al día siguiente ser firmado al equipo de práctica. El 29 de septiembre de 2020, Rush fue liberado del equipo de práctica de los Gigantes para abrirle espacio a otro ex-mariscal de campo de los Vaqueros (Clayton Thorson).

### Vaqueros de Dallas (segundo período)

#### 2021
El 31 de octubre de 2020, Rush firmó con el equipo de prácticas de los Vaqueros de Dallas, para brindar profundidad luego de que el titular Dak Prescott sufriera una lesión en el tobillo que le pondría fin a su temporada. Fue ascendido a la lista de jugadores activos el 7 de noviembre para el juego de la semana 9 ante los Acereros de Pittsburgh, pero volvería al equipo de práctica después del partido. El 4 de enero de 2021 firmó un contrato de reserva/futuro con los Vaqueros. Venció a Garrett Gilbert y Ben DiNucci en la carrera por el puesto de mariscal de campo suplente de Dallas en la temporada 2021 de la NFL.
Rush fue nombrado titular para el juego de la Semana 8 de los Vaqueros contra los Vikingos de Minnesota luego de que Prescott estuviese fuera debido a una lesión en la pantorrilla. Fue su primera aparición como titular desde su ingreso a la NFL. Terminó con 325 yardas aéreas, 2 touchdowns y una intercepción, además de haber liderado una serie ofensiva para remontar el partido donde lanzó un pase de touchdown a Amari Cooper en el último minuto de lo que terminaría siendo victoria de Dallas por 20-16.

#### 2022
El 30 de agosto de 2022, los Cowboys dejaron libre a Rush para de nuevo firmarlo al equipo de práctica al día siguiente. Fue ascendido a la lista de jugadores activos el 17 de septiembre de 2022 para ser el titular luego de que Dak Prescott sufriese una lesión. Hizo su primera aparición como titular de la temporada en la Semana 2 contra los Bengalíes de Cincinnati, donde lanzó para 235 yardas y un touchdown en la victoria por 20-17.
En su segunda apertura de la temporada contra los Gigantes de Nueva York en la Semana 3, Rush lanzó para 225 yardas y 1 touchdown en la victoria de Dallas por 23-16. En la Semana 4 contra los Comandantes de Washington, lo cual marcó su tercera aparición consecutiva como titular, Rush completó 15 de 27 intentos de pase, para un total de 223 yardas, acumulando 2 pases de touchdown, 0 intercepciones y un índice de pasador de 107.5 en la victoria de su equipo por 25-10. Con la victoria, Rush se convirtió en el primer mariscal de campo en la historia de los Vaqueros de Dallas en ganar sus primeros cuatro partidos como titular.

## Estadísticas de por vida en la NFL
| Leyenda    | Leyenda                      |
| ---------- | ---------------------------- |
| En negrita | Marca más alta de su carrera |

| Estadísticas de por vida en la NFL | Estadísticas de por vida en la NFL | Estadísticas de por vida en la NFL | Estadísticas de por vida en la NFL | Estadísticas de por vida en la NFL | Estadísticas de por vida en la NFL | Estadísticas de por vida en la NFL | Estadísticas de por vida en la NFL | Estadísticas de por vida en la NFL | Estadísticas de por vida en la NFL | Estadísticas de por vida en la NFL | Estadísticas de por vida en la NFL | Estadísticas de por vida en la NFL | Estadísticas de por vida en la NFL | Estadísticas de por vida en la NFL | Estadísticas de por vida en la NFL | Estadísticas de por vida en la NFL | Estadísticas de por vida en la NFL | Estadísticas de por vida en la NFL | Estadísticas de por vida en la NFL | Estadísticas de por vida en la NFL | Estadísticas de por vida en la NFL | Estadísticas de por vida en la NFL |
| Año                                | Equipo                             | Partidos                           | Partidos                           | Partidos                           | Por aire                           | Por aire                           | Por aire                           | Por aire                           | Por aire                           | Por aire                           | Por aire                           | Por aire                           | Por aire                           | Por tierra                         | Por tierra                         | Por tierra                         | Por tierra                         | Por tierra                         | Capturas                           | Capturas                           | Balones sueltos                    | Balones sueltos                    |
| Año                                | Equipo                             | PJ                                 | Titular                            | Marca                              | Cmp                                | Int.                               | Cmp%                               | Yds                                | Yds%                               | Más largo                          | TD                                 | Int                                | Rtg                                | Int.                               | Yds                                | Yds%                               | Más largo                          | TD                                 | Sck                                | SckY                               | Fum                                | Lost                               |
| ---------------------------------- | ---------------------------------- | ---------------------------------- | ---------------------------------- | ---------------------------------- | ---------------------------------- | ---------------------------------- | ---------------------------------- | ---------------------------------- | ---------------------------------- | ---------------------------------- | ---------------------------------- | ---------------------------------- | ---------------------------------- | ---------------------------------- | ---------------------------------- | ---------------------------------- | ---------------------------------- | ---------------------------------- | ---------------------------------- | ---------------------------------- | ---------------------------------- | ---------------------------------- |
| 2017                               | DAL                                | 2                                  | 0                                  | —                                  | 1                                  | 3                                  | 33.3                               | 2                                  | 0.7                                | 2                                  | 0                                  | 0                                  | 42.4                               | 2                                  | 13                                 | 6.5                                | 15                                 | 0                                  | 0                                  | 0                                  | 0                                  | 0                                  |
| 2018                               | DAL                                | 1                                  | 0                                  | —                                  | 0                                  | 0                                  | —                                  | 0                                  | —                                  | 0                                  | 0                                  | 0                                  | —                                  | 0                                  | 0                                  | —                                  | 0                                  | 0                                  | 0                                  | 0                                  | 0                                  | 0                                  |
| 2019                               | DAL                                | 2                                  | 0                                  | —                                  | 0                                  | 0                                  | —                                  | 0                                  | —                                  | 0                                  | 0                                  | 0                                  | —                                  | 0                                  | 0                                  | —                                  | 0                                  | 0                                  | 0                                  | 0                                  | 0                                  | 0                                  |
| 2020                               | DAL                                | 0                                  | 0                                  | —                                  | N/A                                | N/A                                | N/A                                | N/A                                | N/A                                | N/A                                | N/A                                | N/A                                | N/A                                | N/A                                | N/A                                | N/A                                | N/A                                | N/A                                | N/A                                | N/A                                | N/A                                | N/A                                |
| 2021                               | DAL                                | 5                                  | 1                                  | 1–0                                | 30                                 | 47                                 | 63.8                               | 422                                | 9.0                                | 73                                 | 3                                  | 1                                  | 105.1                              | 9                                  | −8                                 | −0.9                               | 2                                  | 0                                  | 3                                  | 19                                 | 1                                  | 1                                  |
| 2022                               | DAL                                | 4                                  | 3                                  | 3–0                                | 62                                 | 102                                | 60.8                               | 737                                | 7.2                                | 46                                 | 4                                  | 0                                  | 95.9                               | 5                                  | 7                                  | 1.4                                | 6                                  | 0                                  | 4                                  | 23                                 | 0                                  | 0                                  |
| De por vida                        | De por vida                        | 14                                 | 4                                  | 4–0                                | 93                                 | 152                                | 61.2                               | 1,161                              | 7.6                                | 73                                 | 7                                  | 1                                  | 97.5                               | 16                                 | 12                                 | 0.8                                | 15                                 | 0                                  | 7                                  | 42                                 | 1                                  | 1                                  |

## Vida personal
Rush está casado con Lauryn Rush. Tienen una hija juntos.